# Mary Byfield
Mary Byfield (1795-1871) est un graveuse sur bois et illustratrice britannique.

## Biographie
Née en Angleterre de Susanna Elliott et James Byfield (mort en 1813), sculpteur sur bois et doreur installé à Soho, baptisée le 11 novembre 1795, Mary Byfield a un frère aîné, John Byfield et une sœur, Ebenezer (1790-1817), qui deviendront comme elle graveurs sur bois, sans doute initiés par leurs parents. 
Mary va travailler d'abord avec John jusqu'en 1840 à l'illustration d'ouvrages — dont ceux de l'érudit Thomas Frognall Dibdin –, concevant des vignettes, des lettrines et des estampes hors-textes, puis seule. Les éditeurs londoniens avec lesquels elle collabora le plus sont Chiswick Press, prestigieuse entreprise fondée par Charles Whittingham (1767-1840), et William Pickering, œuvrant sur des reprints datant de la renaissance anglaise. Elle est à l'origine du dessin qui servit de blason et de marque à l'Oxford University Press,. Elle livre aussi des illustrations au Saturday Magazine.
Installée à Holloway, elle y donna des cours de gravures, entre autres à la famille Whittingham, mais surtout à ses nièces et neveux, Edward, Ann et Mary, les enfants de John, et à son fils Louis qui devinrent des graveurs réputés à partir des années 1860-1870.

## Ouvrages illustrés

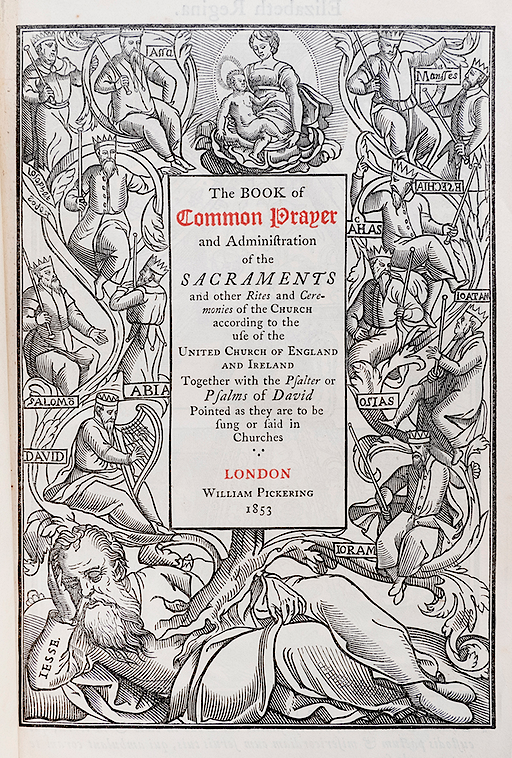
Page de titre du Book of Common Prayer (1853).

- Thomas Frognall Dibdin, Bibliotheca Spenciana, avec John Byfield, 1814, 4 volumes.
- Thomas Frognall Dibdin, Bibliographical Decameron, avec John Byfield, 1817.
- Thomas Frognall Dibdin, Typographical Antiquities, 1819 — lire en ligne.
- Robert John Thornton (éd.),  The Pastorals of Virgil, with a Course of English Reading[8], 2 vol., avec J. Byfield, d'après William Blake, Londres, F. C. & J. Rivington, 1821.
- The Terrific Register[9], avec J. Byfield, Londres, Sherwood, Jones & Co., 1825.
- The London stage: a collection of the most reputed tragedies, comedies, operas, melo-dramas, farces and interludes, avec J. Byfield, Londres, Sherwood, Jones & Co., 1827.
- [reprint] Hans Holbein: Icones veteris testamenti, avec John Byfield, Londres, W. Pickering, 1830.
- Joseph Hunter, South Yorkshire, 1831
- Francis Douce, Hans Holbein: The Dance of Death, avec George Wilmot Bonner (en) et J. Byfield, Londres, William Pickering, 1833.
- Thomas Frognall Dibdin, Reminiscences of a Literary Life, avec J. Byfield, 1836.
- William Lisle Bowles, Scenes and Shadows of Days Departed a Narrative Accompanied with Poems of Youth..., Londres, William Pickering, 1837.
- Orlando Jewitt (en), Memorials of Cambridge, 1841.
- Edward Jesse (en), A Summer's Day at Windsor, or A Visit to Eton, 1841.
- Nicholas Harris Nicolas, History of the Orders of Knighthood of the British Empire, avec George Baxter [planches en couleurs], Londres, W. Pickering & J. Rodwell, 1842.
- Oliver Byrne, First Book of Elements of Euclid, Londres, W. Pickering, 1847.
- William Calvert [reprint, 1561], The Wife's Manual, or Prayers, Thoughts, and Songs, On Several Occasions of a Matron's Life, Londres, Longman, 1854.
- [reprint, 1569] The Book of Common Prayer and Administration of the Sacraments and Other Rites and Ceremonies of the Church, together with the Psalter or Psalms of David, 100 bois gravés, Londres, William Pickering / Chiswick Press, 1857.